# Why Don’t You Love Me
„Why Don’t You Love Me” – piosenka amerykańskiej wokalistki rhythm and bluesowej Beyoncé Knowles, a jednocześnie bonusowa ścieżka z jej trzeciego albumu solowego, I Am... Sasha Fierce (2008). Ponad rok po premierze, utwór uplasował się na szczycie listy Billboard Hot Dance Club Songs, stając się trzynastą piosenką Knowles na 1. miejscu tego notowania. „Why Don’t You Love Me” był 19. najczęściej graną piosenką 2010 roku w amerykańskich klubach.
27 sierpnia 2010 roku utwór został wydany jako singel promocyjny w Wielkiej Brytanii. Jednocześnie premierę miały dwa oficjalne remiksy piosenki.

## Tło i wydanie
Pytany o piosenkę, zespół produkcyjny The Bama Boyz opisał ją jako „muzyczną schizofrenię”. Jonathan Wells przyznał, że pracując nad „Why Don’t You Love Me”, chciał stworzyć coś innego niż pozostałe utwory, poprzez miksowanie różnych gatunków. Wytłumaczył również, że inspiracją było kilka dni, które spędził w Londynie pod koniec trasy koncertowej The Beyoncé Experience. Produkcja piosenki rozpoczęła się w Londynie i zakończyła na początku 2008 roku.
Początkowo utwór dostępny był jako bonusowa ścieżka przy przedpremierowych zamówieniach I Am... Sasha Fierce. Jednak później ukazał się również na edycji platynowej tejże płyty. 1 maja 2010 opublikowany został niespełna minutowy klip, będący zapowiedzią teledysku do „Why Don’t You Love Me”. Ukazywał on Beyoncé jako B.B. Homemaker, próbującej naprawić zepsuty samochód. Kompletny wideoklip miał premierę trzy dni później.

## Wideoklip
Pięciominutowy wideoklip do „Why Don’t You Love Me” nakręcony został przez Melinę Matsoukas oraz Beyoncé pod pseudonimem „Bee-Z”. Teledysk został zarejestrowany jednego dnia w Los Angeles, jednak przygotowania trwały kilka tygodni. Głównym miejscem akcji był dom należący do 95-letniego mężczyzny, który wyraził zgodę na jego wykorzystanie. Użyczył on także swojej kolekcji samochodów. Oficjalna premiera wideoklipu w iTunes nastąpiła 18 maja, dwa tygodnie po jego publikacji.
Wideoklip rozpoczyna się hołdem dla amerykańskiego serialu komediowego z lat 50. i 60. Leave It to Beaver, przedstawiającym jednocześnie Knowles jako B.B. Homemaker. Teledysk inspirowany był Bettie Page, dlatego utrzymany jest w klimacie lat 50. Wideoklip rozpoczyna się, kiedy Beyoncé wchodzi do domu. Następnie widziana jest płacząca podczas rozmowy telefonicznej z ukochanym, popijając martini i paląc papierosa. Poza tym tańczy na gwiezdnym tle oraz wykonuje różne czynności domowe, w tym m.in.: rozwiesza pranie, myje naczynia i piecze ciastka. W połowie teledysku Knowles czyści statuetki nagród Grammy. Melina Matsoukas przyznała, że należały one nie tylko do Beyoncé, ale i Destiny’s Child oraz Jaya-Z. Pod koniec wideoklipu wokalistka, zakończywszy rozmowę, pada na ziemię, wypowiadając słowo „...głupiec!”.

## Pozycje na listach
Mimo że piosenka nie została wydana jako singel w Stanach Zjednoczonych, 13 lutego 2010 uplasowała się na szczycie Hot Dance Club Songs.
| Lista (2010)                 | Najwyższa pozycja |
| ---------------------------- | ----------------- |
| Australian Singles Chart     | 73                |
| Belgian Tip Chart (Flandria) | 10                |
| Brasil Hot 100 Airplay       | 21                |
| German Black Chart           | 4                 |
| Slovakian Airplay Chart      | 44                |
| UK Singles Chart             | 51                |
| UK R&B Singles Chart         | 14                |
| U.S. Hot Dance Club Play     | 1                 |

## Daty wydania
| Region            | Data             | Wytwórnia | Format           |
| ----------------- | ---------------- | --------- | ---------------- |
| Stany Zjednoczone | 23 stycznia 2010 | Columbia  | Promo CD         |
| Wielka Brytania   | 27 sierpnia 2010 | Columbia  | digital download |